# درمانگاه عشق
درمانگاه عشق (ایتالیایی: La clinica dell'amore) یک فیلم کمدی سکسی سبک ایتالیایی به کارگردانی رناتو کادوئری است که در سال ۱۹۷۶ منتشر شد.

## گزیدهٔ بازیگران
- جینو پانیانی
- ماریو کلی
- ریا د سیمونه
- سوفیا دیونیزیو
- اِوا ماریا گابریل